# Île d'Or
Île d'Or es una isla privada, situada al este de la ciudad de Saint-Raphaël, en Francia, frente al cabo de Dramon, en el Mediterráneo. Esta pequeña isla se compone de rocas rojizas y está coronada por una torre que recuerda a la Edad Media, y se dice fue la inspiración de Hergé para La isla negra en la serie Las aventuras de Tintín. 
En 1944, parte del desembarco de los aliados en Provenza, se llevó a cabo frente a la isla en la playa de Dramont.
En 1961, la isla fue vendida a François Bureau, un exoficial naval, que renovó la torre y vivió en el lugar hasta su muerte en 1994.